# Río Oskol
El río Oskol u Oskil (en ruso: Оскол en ucraniano: Оскiл) está localizado en la parte meridional de la Rusia europea y Ucrania. Afluente del río Donets y del río Don a su vez. Su longitud es de 436 km y su cuenca drena una superficie de 14 680 km² (mayor que países como Montenegro).
Administrativamente, el río discurre por el óblast de Kursk y el óblast de Bélgorod de la Federación de Rusia y el óblast de Járkov de Ucrania.

## Geografía
El río Oskil nace muy cerca de la localidad de Puzaci, en la parte meridional del Óblast de Kursk, al sur de la meseta central rusa. El río discurre en un primer tramo en dirección Sureste, y al poco entra en el Óblast de Bélgorod por su parte septentrional, para llegar a la ciudad de Stary Oskol, la mayor de su curso. Aquí el río vira hacia el sur, atravesando Cerjanska, Novy Oskol, Slonovka, Volokónovka, Valuiki y Urázovo.
Luego sale de Rusia para penetrar en Ucrania por su parte septentrional, en el Óblast de Járkov. Pasa cerca de Dovorivna y Kúpiansk (32.449 hab. y Kúpiansk-Uzlovói. A partir de aquí el río está embalsado, en un largo lago artificial de unos 120 km de longitud y un ancho máximo de 4 km (Embalse Oskol, con 130 km²), correspondiente a la presa hidroeléctrica de Oskol, una presa inaugurada en 1958 con el fin de regular el río también. Desemboca en el río Donéts aguas abajo de la ciudad de Izium.
Tiene un ancho de 30–40 m y una profundidad de 2,5–3 m (profundidad máxima, aprox. 10 m). Las aguas del río Oskol proceden en su mayoría de la lluvia y la nieve. El mayor nivel de agua se produce a partir de febrero, hasta abril. El río se congela a finales de noviembre y se deshiela a mediados de marzo.